# Рутіно
Рутіно (італ. Rutino) — муніципалітет в Італії, у регіоні Кампанія,  провінція Салерно.
Рутіно розташоване на відстані близько 280 км на південний схід від Рима, 95 км на південний схід від Неаполя, 50 км на південний схід від Салерно.
Населення — 864 особи (2014).
Щорічний фестиваль відбувається 8 травня. Покровитель — святий Архангел Михаїл.

## Демографія
Населення за роками:

Станом на 1 січня 2023 року в муніципалітеті офіційно проживали 34 іноземці з 8 країн, серед них 16 громадян країн Євросоюзу та 1 громадянин України.

## Сусідні муніципалітети
- Лустра
- Перито
- Приньяно-Чиленто
- Торк'яра-